# Barranqueras
Barranqueras è una città dell'Argentina, situata nella provincia del Chaco, nel Dipartimento di San Fernando.